# Combat d'Abtao
Guerre hispano-sud-américaine (1865-1866)
Batailles
m
- Tomé
- Papudo
- Chiloé (1re)
- Abtao
- Chiloé (2e)
- Paquete del Maule
- Valparaíso
- Callao
- Tornado

La Bataille d'Abtao est livrée le 7 février 1866 près des îles Chiloé, lors de la première guerre du Pacifique ou guerre hispano-sud-américaine ou des îles Chincha (1865-1866).
Durant la Première expédition de Chiloé elle oppose une flotte péruano-chilienne, commandée par le capitaine Manuel Villar Olivera, à deux frégates à vapeur espagnoles et se termine, après un duel d'artillerie, par la retraite de ces dernières.

## Navires engagés
- Pérou:
  - Frégate Apurímac, capitaine Manuel Villar Olivera
  - Corvette América, lieutenant Benjamin Mariategui
  - Corvette Unión, lieutenant Miguel Grau
- Chili:
  - Goëlette Covadonga, lieutenant Manuel Thomson
- Espagne:
  - Frégate Villa de Madrid, capitaine Claudio Alvargonzález
  - Frégate Reina Blanca, commandant Juan Topete

## La bataille
Les quatre navires alliés ont été envoyés au sud du Chili, où ils doivent protéger l'arrivée de deux nouveaux cuirassés achetés en Europe par le Pérou. Ils sont positionnés dans le canal de Challahué, entre l'Île Abtao et le continent.  Cette escadre est placée sous le commandement du capitaine de vaisseau péruvien Manuel Villar Olivera. Celui-ci remplace le commandant chilien, le capitaine de vaisseau Juan Williams Rebolledo, qui est parti à Ancud le 5 février avec la corvette Esmeralda, pour prendre des vivres et du charbon pour les corvettes Unión et América, arrivées du nord le jour précédent.
Les navires alliés et les deux frégates espagnoles combattirent à distance, sans que les dernières puissent entrer dans le canal.
Les adversaires s'infligèrent d'importants dégâts lors de la bataille, les pires étant toutefois subis par les deux frégates espagnoles. Touchée à 16 reprises, la Reina Blanca a sa ligne de flottaison sérieusement endommagée. Moins atteinte, la Villa de Madrid a néanmoins reçu 11 impacts. Les capitaines espagnols considérèrent que prolonger le combat dans ces conditions était très imprudent, alors surtout que les eaux dans lesquelles évoluent les bâtiments alliés sont peu profondes et très dangereuses pour les navires ibériques au tirant d'eau important. Peu concluant par ses résultats stratégiques, le combat s'achève par la retraite des navires espagnols qui se retirent en direction de Valparaíso. Le résultat n'a pas été concluant. Bien que les bateaux espagnols n'ont pas pu provoquer beaucoup de dommages, l'escadre alliée ne participera pas à nouveau en guerre.

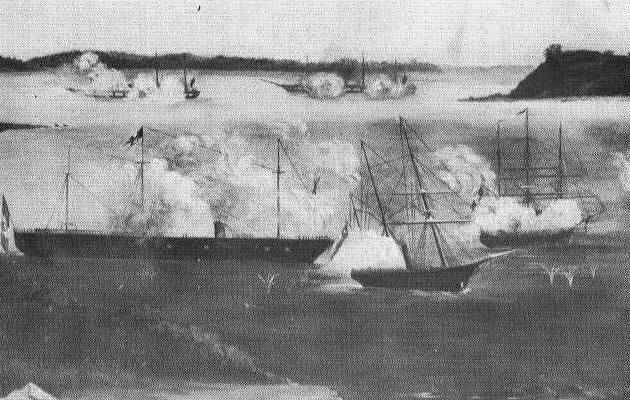
Combat d'Abtao.